# Chum Phae (huyện)
Chum Phae (tiếng Thái: ชุมแพ) là một huyện (amphoe) của tỉnh Khon Kaen, đông bắc Thái Lan.

## Lịch sử
Tàn tích của thị xã Non Mueang nằm ở huyện này, thị xã này được xây thời Dvaravati.
Việc thành lập huyện đã được thông báo trên công báo hoàng gia ấn hành ngày 3 tháng 8 năm 1943, ban đầu gồm các tambon Chum Phae, Si Suk, Non Han và Khua Riang, sau này được chia ra thành 10 tambon.
Năm 1965, phần đông bắc huyện đã được tách ra để lập huyện Si Chomphu, năm 1981, phần phía tây huyện đã được tách để lập huyện Phu Pha Man.

## Địa lý
Các huyện giáp ranh (từ phía bắc theo chiều kim đồng hồ) Phu Kradueng của tỉnh Loei, Si Chomphu, Wiang Kao, Phu Wiang và Nong Ruea của tỉnh Khon Kaen, Ban Thaen, Phu Khiao và Khon San của tỉnh Chaiyaphum, và Phu Pha Man của Khon Kaen.

## Hành chính
Huyện này được chia ra thành 12 phó huyện (tambon), các đơn vị này lại được chia thành 142 làng (muban). Chum Phae là một thị xã (thesaban mueang) nằm trên một phần của tambon Chum Phae, Nong Pai và Chai So. Có hai thị trấn (thesaban tambon) - Non Han nằm trên một phần của tambon Non Han và Non Sa-at, còn Khok Sung Sam Phanat nằm trên một phần của tambon Non Udom và Khua Riang. Có 12 Tổ chức hành chính tambon.
| STT. | Tên          | Tên Thái   | Số làng | Dân số |  |
| ---- | ------------ | ---------- | ------- | ------ |  |
| 1.   | Chum Phae    | ชุมแพ       | 17      | 22.070 |  |
| 2.   | Non Han      | โนนหัน      | 10      | 6.599  |  |
| 3.   | Na Nong Thum | นาหนองทุ่ม   | 12      | 8.840  |  |
| 4.   | Non Udom     | โนนอุดม     | 11      | 6.829  |  |
| 5.   | Khua Riang   | ขัวเรียง     | 12      | 8.651  |  |
| 6.   | Nong Phai    | หนองไผ่     | 19      | 20.643 |  |
| 7.   | Chai So      | ไชยสอ      | 10      | 9.527  |  |
| 8.   | Wang Hin Lat | วังหินลาด    | 11      | 8.388  |  |
| 9.   | Na Phiang    | นาเพียง     | 14      | 8.865  |  |
| 10.  | Nong Khiat   | หนองเขียด   | 10      | 6.480  |  |
| 11.  | Nong Sao Lao | หนองเสาเล้า | 10      | 6.534  |  |
| 12.  | Non Sa-at    | โนนสะอาด   | 9       | 8.665  |  |